# Java Central
Java central (indonesi: Jawa Tengah, Javanese ) és una província d’Indonèsia, situada al centre de l'illa de Java. La seva capital administrativa és Semarang. Limita amb Java Occidental a l'oest, l'oceà Índic i la regió especial de Yogyakarta al sud, Java Oriental a l'est i el mar de Java al nord. Té una superfície total de 34.337,48 km ², amb una població de 36.516.035 al Cens de 2020 que la converteix en la tercera província més poblada tant de Java com d'Indonèsia després de Java Occidental i Java Oriental. L'estimació oficial de població a mitjans de 2022 era de 37.032.410 persones. La província també inclou una sèrie d'illes offshore, inclosa l'illa de Nusakambangan al sud (a prop de la frontera de Java Occidental) i les illes Karimunjawa al mar de Java.
Java central és també un concepte cultural que inclou la Regió Especial de Yogyakarta, al seu torn inclou la ciutat de Yogyakarta; tanmateix, administrativament aquesta ciutat i les regències circumdants han format una regió especial separada (equivalent a una província) des de la independència del país, i s'administra per separat. Encara que es coneix com el "cor" de la cultura javanesa, hi ha diversos altres grups ètnics no javanesos, com els sundanesos a la frontera amb Java occidental. Els indonesis xinesos, els indonesis àrabs i els indonesis indis també es troben dispersos per tota la província.
La província ha estat habitada per humans des de l'època prehistòrica. Les restes d'un Homo erectus, conegut com a  home de Java , es van trobar al llarg de la riba del Bengawan Solo, i es remunten a fa 1,7 milions d'anys. El que és l'actual Java central va estar sota el control de diversos regnes budistes hindús, sultanats islàmics i el govern colonial de les Índies Orientals Neerlandeses. Java central també va ser el centre del moviment independentista d'Indonèsia. Com que la majoria dels indonesis actuals són d'ascendència javanesa, tant Java central com Java Oriental tenen un impacte important en la vida social, política i econòmica d'Indonèsia.

## Geografia

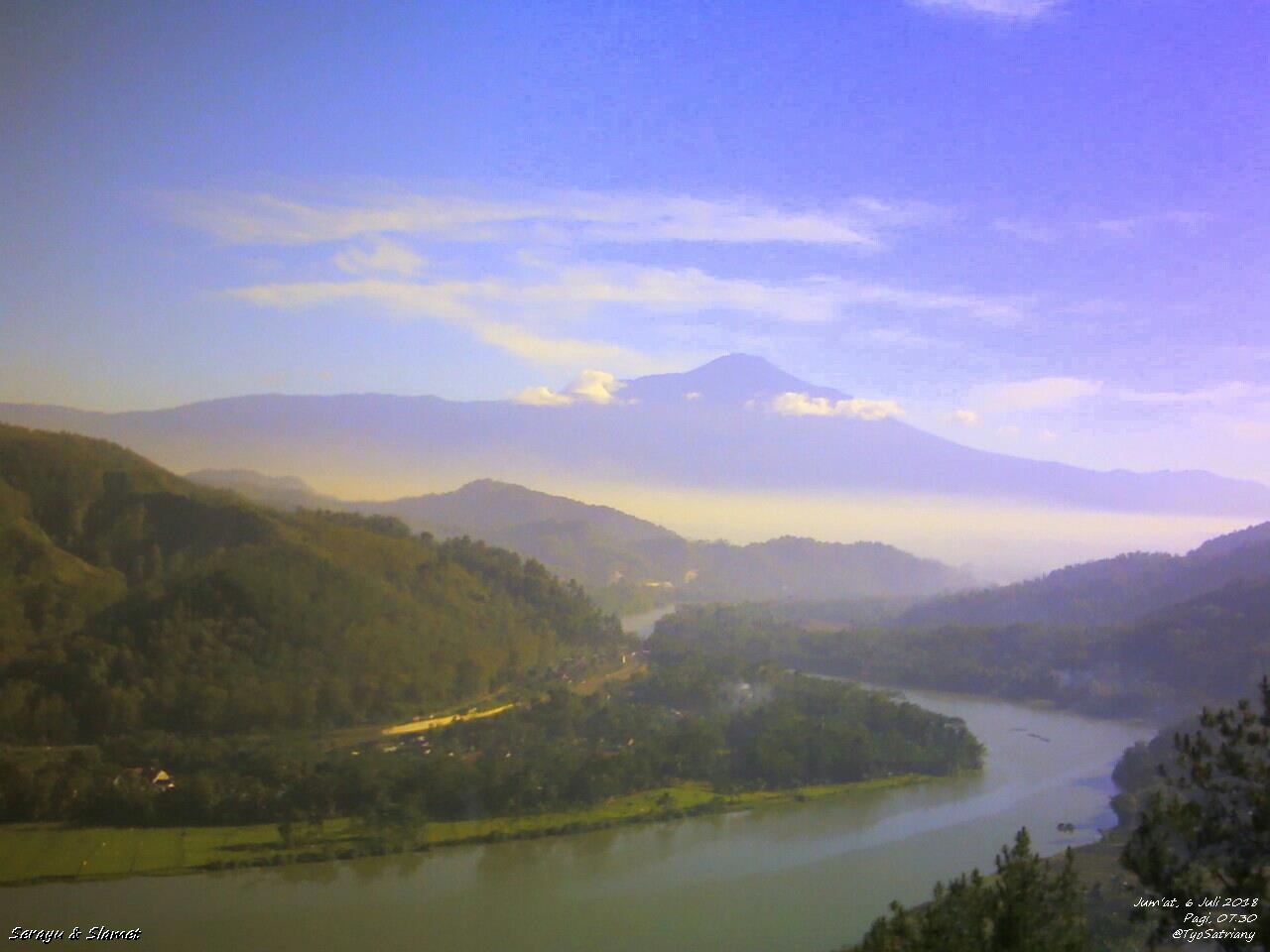
Paisatge de la vall del riu Serayu, amb el mont Slamet al fons.

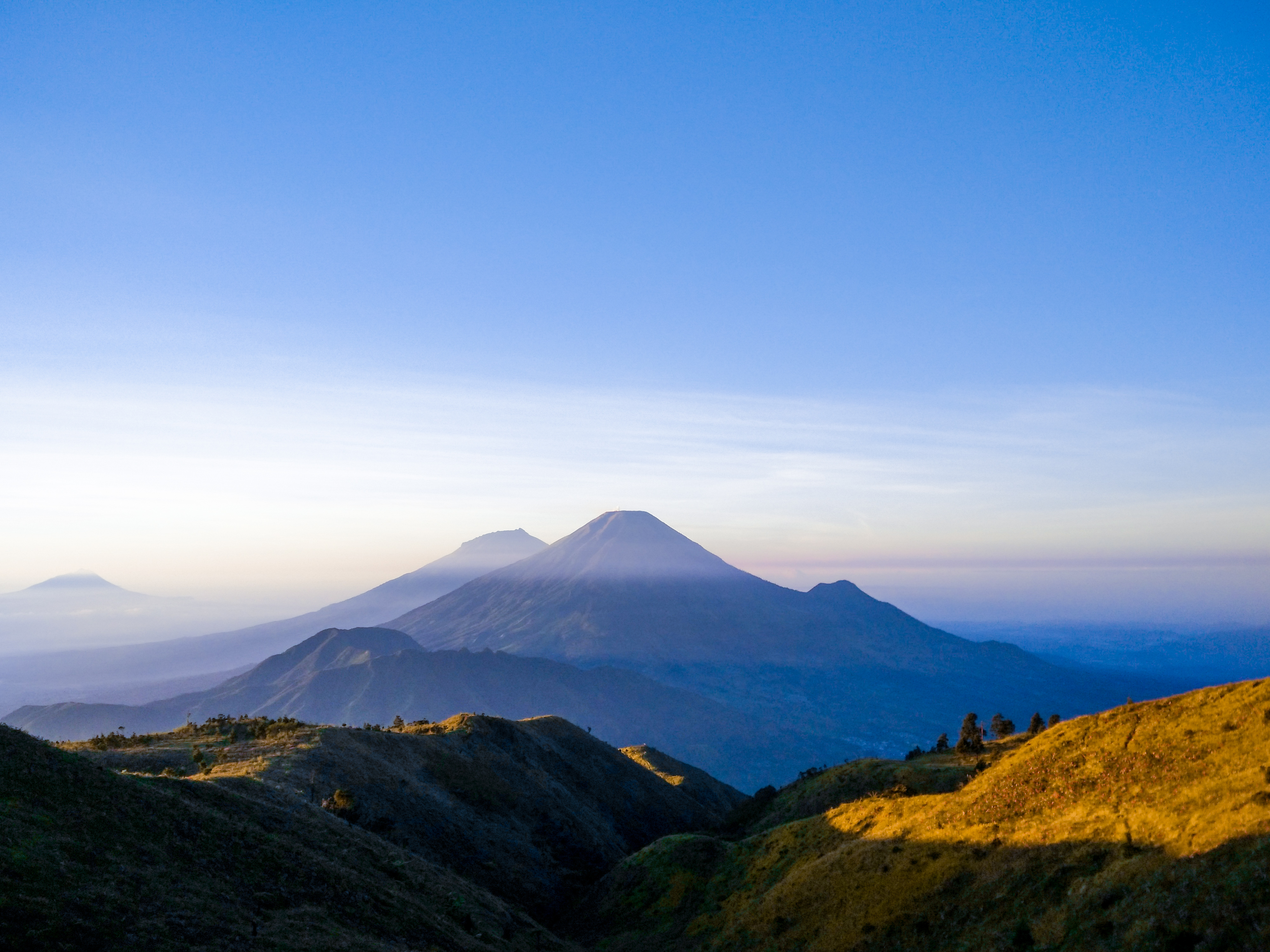
El mont Sindoro i el mont Sumbing vists des del Dieng Pleteau.

Segons el nivell de pendent del terreny a Java central, el 38% de la terra té un pendent del 0 al 2%, el 31% té un pendent del 2 al 15%, el 19% té un pendent del 15 al 40% i la resta, un 12%, té un pendent superior al 40%.
La regió costanera del nord de Java central té una terra baixa estreta. A la zona de Brebes, és de 40 km d'ample de la costa, mentre que a Semarang, només té 4 km d'amplada. Aquesta plana continua amb la depressió de Semarang-Rembang a l'est. El mont Muria al final de l'edat de gel (al voltant de 10.000 anys aC) va ser una illa separada de Java, que finalment es va fusionar a causa dels dipòsits al·luvials dels rius corrents. La ciutat de Demak durant l'època del sultanat de Demak estava a la vora del mar i es va convertir en un port pròsper. Aquest procés de sedimentació encara està en curs a la costa de Semarang.
Al sud de la zona es troben les muntanyes del Cretaci del Nord i les muntanyes Kendeng, que són muntanyes de pedra calcària que s'estenen des de l'est de Semarang des de l'extrem sud-oest de Pati i després a l'est fins a Lamongan i Bojonegoro a Java oriental.

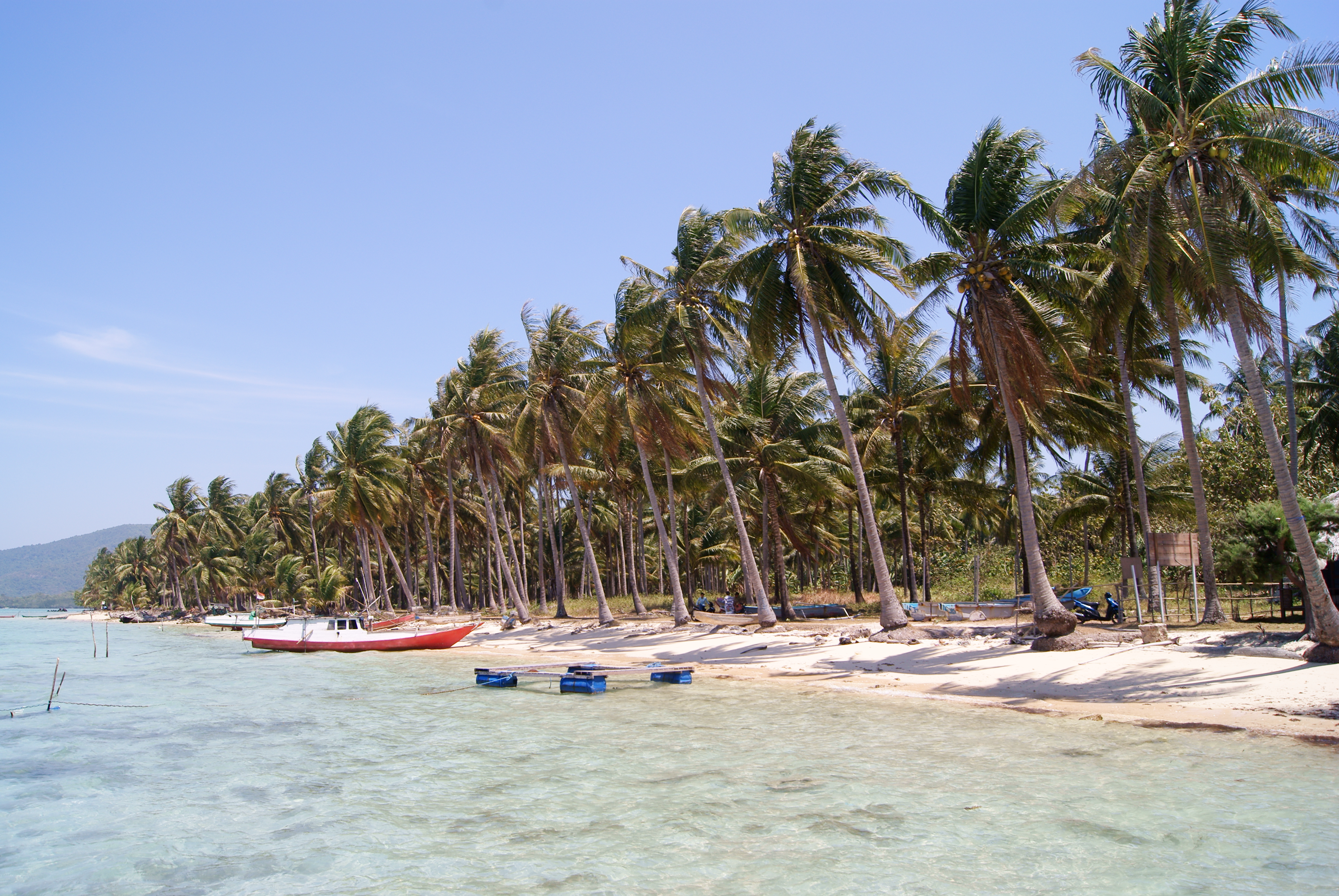
Platja a l'illa de Karimunjawa, Jepara Regency

La serralada principal de Java central són les muntanyes Serayu del nord i del sud. El nord forma una cadena muntanyosa que connecta la serralada de Bogor a Java occidental amb les muntanyes Kendeng a l'est. L'amplada d'aquesta serralada és d'uns 30-50 km; a l'extrem occidental hi ha el mont Slamet, que és la muntanya més alta de Java central així com la segona muntanya més alta de Java, i la part oriental és l’altiplà de Dieng amb els pics del mont Prahu i el mont Ungaran. Entre la sèrie de muntanyes nord i sud de Serayu estan separades per la depressió de Serayu que s'estén des de Majenang a la regència de Cilacap, Purwokerto, fins a Wonosobo. A l'est d'aquesta depressió hi ha el volcà Sindoro i Sumbing, i l'est de nou (zones de Magelang i Temanggung) és una continuació de la depressió que limita el mont Merapi i el mont Merbabu.
Les muntanyes Serayu del Sud formen part de la conca de Java central sud situada a la part sud de la província. Aquest mandala és un geoantiklin que s'estén d'oest a est al llarg de 100 quilòmetres i està dividit en dues parts separades per la vall de Jatilawang, és a dir, les regions occidental i oriental. La part occidental està formada pel mont Kabanaran (360 m) i es pot descriure amb la mateixa elevació que la zona de depressió de Bandung a Java occidental o com un nou element estructural a Java central. Aquesta secció està separada de la zona de Bogor per la depressió de Majenang.
La part oriental va ser construïda per l'anticlinal Ajibarang (anticlinal estret) que va ser tallat pel riu Serayu. A l'est de Banyumas, l'anticlinal es va convertir en un anticlinori amb una amplada que arribava als 30 km a la zona de Lukulo (al sud de Banjarnegara -Midangan) o sovint anomenat Kebumen Tinggi. A l'extrem més oriental de Mandala, les muntanyes Serayu del Sud estan formades per la cúpula de les muntanyes Kulonprogo (1022). m), que es troba entre Purworejo i el riu Progo.
La zona de la costa sud de Java central també té una terra baixa estreta, amb una amplada de 10 a 25 km. A més, hi ha zones càrstiques de South Gombong. Turons inclinats s'estenen paral·lels a la costa, des de Yogyakarta fins a Cilacap. A l'est de Yogyakarta hi ha una zona muntanyosa de pedra calcària que s'estén fins a la costa sud de Java oriental.

### Clima
La temperatura mitjana a Java central és d'entre 18-28 °C i la humitat relativa varia entre el 73% i el 94%. Tot i que la humitat és alta a la majoria de les zones baixes de la província, baixa significativament a les muntanyes altes. La precipitació mitjana anual més alta de 3.990 mm amb 195 dies de pluja es va registrar a Salatiga.

## Divisions administratives

Mapa administratiu de Java central, que mostra els límits i els noms de totes les regències, ciutats i districtes.

En vigílies de la Segona Guerra Mundial l'any 1942, Java central es va subdividir en set residències (holandès: residence o plural residències, javanès karésiḍènan o karésidhènan) que es corresponien més o menys amb les principals regions d'aquesta zona. Aquestes residències eren Banjoemas, Kedoe, Pekalongan, Semarang i Djapara-Rembang més els anomenats Govern Soerakarta i Govern Jogjakarta. Tanmateix, després de les eleccions locals de 1957, el paper d'aquestes residències es va reduir fins a desaparèixer definitivament. L'únic canvi de límit important des de la creació de la província va tenir lloc el 14 de juny de 1965, quan es va formar una nova regència de Batang a partir de la meitat oriental de la regència de Pekalongan.
Avui en dia, Java Central (exclosa la Regió Especial de Yogyakarta) està dividida en 29 regències (kabupaten) i sis ciutats (kota, abans kotamadya i kota pradja), essent aquesta última independent de qualsevol regència. L'àrea del sud-est (Solo) solia ser el Sunanat de Surakarta fins que la monarquia no va ser reconeguda pel govern d'Indonèsia. Aquestes regències i ciutats contemporànies es poden subdividir a més en 565 districtes (kecamatan). Aquests districtes es divideixen a més en 7,804 comunes rurals o pobles (desa) i 764 comuns urbans (kelurahan).
Les regències i ciutats s'enumeren a continuació amb les seves àrees i poblacions als censos de 2000, 2010 i 2020, juntament amb les estimacions oficials a mitjans de 2022, i s'agrupen (per comoditat) segons el residències ara desaparegudes on antigament estaven ubicades.